# Кадзідло (гміна)
Гміна Кадзідло (пол. Gmina Kadzidło) — сільська гміна у центральній Польщі. Належить до Остроленцького повіту Мазовецького воєводства.
Станом на 31 грудня 2011 у гміні проживало 11444 особи.

## Площа
Згідно з даними за 2007 рік площа гміни становила 258.94 км², у тому числі:
- орні землі: 54.00%
- ліси: 40.00%

Таким чином, площа гміни становить 12.33% площі повіту.

## Населення
Станом на 31 грудня 2011:
| Опис     | Загалом | Загалом | Чоловіки | Чоловіки | Жінки | Жінки |
| -------- | ------- | ------- | -------- | -------- | ----- | ----- |
| одиниця  | осіб    | %       | осіб     | %        | осіб  | %     |
| все      | 11444   | 100     | 5847     | 51.09    | 5597  | 48.91 |
| міське   | 0       | 100     | 0        |          | 0     |       |
| сільське | 11444   | 100     | 5847     | 51.09    | 5597  | 48.91 |

## Сусідні гміни
Гміна Кадзідло межує з такими гмінами: Бараново, Збуйна, Леліс, Лисе, Мишинець.